# Aspila hyalosticta
Aspila hyalosticta är en fjärilsart som beskrevs av George Francis Hampson 1896. Aspila hyalosticta ingår i släktet Aspila och familjen nattflyn. Inga underarter finns listade i Catalogue of Life.